# Arbeitsstelle Holocaustliteratur
Die Arbeitsstelle Holocaustliteratur besteht seit 1998 an der Justus-Liebig-Universität Gießen. Eingerichtet wurde die überwiegend durch Drittmittel finanzierte Arbeitsstelle durch die Initiative von Erwin Leibfried und Sascha Feuchert sowie der Ernst-Ludwig-Chambré-Stiftung zu Lich am damaligen Institut für Neuere deutsche Literatur, heute Institut für Germanistik. Ziel war es, eine universitäre Einrichtung zu schaffen, die sich mit der literaturwissenschaftlichen und didaktischen Untersuchung und Aufbereitung vornehmlich von Texten der Holocaust- und Lagerliteratur befasst. Damit ist die Arbeitsstelle bislang einzigartig in Deutschland. Ihre Leitung lag bis 2008 in den Händen des Gießener Professors Erwin Leibfried und ging danach an Professor Sascha Feuchert über. Von 2016 bis 2020 wurde die Arbeitsstelle Holocaustliteratur ganz wesentlich aus dem Struktur- und Innovationsfonds des Hessischen Ministeriums für Wissenschaft und Kunst (HMWK) finanziert.

## Beschäftigungsfelder
Die Arbeitsstelle Holocaustliteratur setzt sich zum Ziel, mit literaturwissenschaftlichen Mitteln zu der kritischen Rezeption von Texten der Holocaust- und Lagerliteratur beizutragen. Sie setzt sich folgende Schwerpunkte:
- die literaturwissenschaftliche und didaktische Untersuchung und Aufbereitung von Texten der Holocaustliteratur für Schule und Lehre
- die Schaffung öffentlicher Aufmerksamkeit für die Erinnerungen Überlebender durch Lesungen und (wissenschaftliche) Publikationen
- Förderung des Dialogs mit Überlebenden
- Publikationsprojekte und Lehrveranstaltungen[5]

## Projekte (Auswahl)
Ein zentrales Projekt der Arbeitsstelle Holocaustliteratur ist unter anderem Aufbau und Fortführung einer Online-Bibliographie von Holocaust- und Lagerliteratur 1933 bis 1949, die bereits im Rahmen des Kooperationsprojekts „GeoBib“ mit dem Zentrum für Medien und Interaktivität (ZMI) an der Justus-Liebig-Universität Gießen, dem Institut für Geographie an der JLU Gießen sowie dem Herder-Institut Marburg begonnen und im Juli 2015 zu einem ersten Abschluss geführt wurde. Die frühen Texte der deutschsprachigen Erinnerungsliteratur werden dort bibliographisch erfasst und mit den elektronischen Volltexten der urheberrechtlich frei verfügbaren Werke verknüpft. So werden sie wieder auffindbar gemacht, für die öffentliche, wissenschaftliche und didaktische Wahrnehmung erschlossen und aufbereitet. Ergänzt werden die bibliographischen Einträge durch inhaltliche und biographische Annotationen.
Als Dienstleistung für Schulen vermittelt die Arbeitsstelle Zeitzeugen- und Expertengespräche und veröffentlicht eine Reihe von Unterrichtshilfen im Reclam-Verlag.
Eines der größten Editionsprojekte der Arbeitsstelle war das von der Deutschen Forschungsgemeinschaft geförderte interdisziplinäre und internationale Editions-Projekt zur Chronik des Gettos Lodz/Litzmannstadt, das nach neun Jahren intensiver Arbeit im Oktober 2007 mit der vollständigen deutschen Fassung der Chronik einen ersten Abschluss gefunden hat: Die fünfbändige Ausgabe ist im Göttinger Wallstein-Verlag erschienen und umfasst 3052 Seiten. Im August 2009 folgte die polnische Ausgabe, die im Universitätsverlag Łódź erschienen ist. Ein weiteres viel beachtetes Editionsvorhaben widmete sich zwischen 2005 und 2011 den Tagebüchern von Friedrich Kellner. Das insgesamt zehn Bände umfassende Kriegstagebuch des ehemaligen Laubacher (Oberhessen) Justizangestellten Friedrich Kellner wurde zwischen 1939 und 1945 im Verborgenen zusammengetragen und zeichnet sich durch die Verwendung einer besonderen Collagentechnik aus.

## Publikationen
- Die Enzyklopädie des Gettos Lodz / Litzmannstadt. Herausgegeben von Dominika Bopp, Sascha Feuchert, Andrea Löw, Jörg Riecke, Markus Roth, Elisabeth Turvold. Wallstein Verlag, Göttingen 2020.
- Sascha Feuchert: Lektüreschlüssel XL. Unter der Drachenwand von Arno Geiger. Stuttgart: Reclam 2020.
- Hadamar von innen. Überlebendenzeugnisse und Angehörigenberichte. Herausgegeben von Christoph Schneider. Band 10. Studien und Dokumente zur Holocaust- und Lagerliteratur. Hrsg. für die Arbeitsstelle Holocaustliteratur und die Ernst-Ludwig-Chambré-Stiftung zu Lich von Sascha Feuchert, Klaus Konrad-Leder (verst.), Markus Roth und Kristine Tromsdorf. Berlin: Metropol Verlag 2020.
- Yitskhok Rudashevski: Tagebuch aus dem Ghetto von Wilna. Juni 1941 – April 1943. Herausgegeben und aus dem Englischen übersetzt von Wolf Kaiser. Band 9. Studien und Dokumente zur Holocaust- und Lagerliteratur. Hrsg. für die Arbeitsstelle Holocaustliteratur und die Ernst-Ludwig-Chambré-Stiftung zu Lich von Sascha Feuchert, Klaus Konrad-Leder (verst.), Markus Roth und Kristine Tromsdorf. Berlin: Metropol 2020.
- Zvi Cohen, Jörg Huber, Elisa Makowski: Der Junge mit der Mundharmonika. Aus dem Ghetto Theresienstadt mit dem Zug in die Freiheit. Band 8. Studien und Dokumente zur Holocaust- und Lagerliteratur. Hrsg. für die Arbeitsstelle Holocaustliteratur und die Ernst-Ludwig-Chambré-Stiftung zu Lich von Sascha Feuchert, Klaus Konrad-Leder (verst.), Markus Roth und Kristine Tromsdorf. Berlin: Metropol 2019.
- Janina Hescheles: Mit den Augen eines zwölfjährigen Mädchens. Ghetto – Lager – Versteck. Herausgegeben von Markus Roth. Band 7. Studien und Dokumente zur Holocaust- und Lagerliteratur. Hrsg. für die Arbeitsstelle Holocaustliteratur und die Ernst-Ludwig-Chambré-Stiftung zu Lich von Sascha Feuchert, Klaus Konrad-Leder (verst.), Markus Roth und Kristine Tromsdorf. Berlin: Metropol Verlag, 2019
- Sascha Feuchert: Lektüreschlüssel XL. Ödön von Horváth. Geschichten aus dem Wiener Wald. Stuttgart: Reclam 2019.
- Sascha Feuchert und Jeanne Flaum: Lektüreschlüssel XL. Der Junge im gestreiften Pyjama von John Boyne. Stuttgart: Reclam 2018.
- HolocaustZeugnisLiteratur. 20 Werke wieder gelesen. Herausgegeben von Markus Roth und Sascha Feuchert. Göttingen: Wallstein Verlag 2018.
- Francesco Fausto Nitti: Pferde: 8 – Personen: 70. Von Südfrankreich nach Dachau. Ein zeitgenössischer Bericht über den 'Geisterzug' 1944. Aus dem Französischen von Günter Leitzgen. Herausgegeben von Charlotte Kitzinger und Markus Roth. Band 6. Studien und Dokumente zur Holocaust- und Lagerliteratur. Hrsg. für die Arbeitsstelle Holocaustliteratur und die Ernst-Ludwig-Chambré-Stiftung zu Lich von Sascha Feuchert, Klaus Konrad-Leder (verst.), Markus Roth und Kristine Tromsdorf. Berlin: Metropol 2018.
- Maria „Mitzi“ Gabrielsen, Oddvar Schjølberg: Angezeigt von Mama. Die Geschichte einer Denunziation. Herausgegeben von Markus Roth und Elisabeth Turvold. Band 5. Studien und Dokumente zur Holocaust- und Lagerliteratur. Hrsg. für die Arbeitsstelle Holocaustliteratur und die Ernst-Ludwig-Chambré-Stiftung zu Lich von Sascha Feuchert, Klaus Konrad-Leder (verst.), Markus Roth und Kristine Tromsdorf. Berlin: Metropol, 2018.
- Jerzy Jurandot: Die Liebe sucht eine Wohnung. Eine Komödie aus dem Warschauer Getto. Aus dem Polnischen übersetzt von Danuta Strobel unter Mitarbeit von Markus Roth. Herausgegeben von Markus Roth und David Safier. Band 4. Studien und Dokumente zur Holocaust- und Lagerliteratur. Hrsg. für die Arbeitsstelle Holocaustliteratur und die Ernst-Ludwig-Chambré-Stiftung zu Lich von Sascha Feuchert, Klaus Konrad-Leder (verst.), Markus Roth und Kristine Tromsdorf. Berlin: Metropol, 2017.
- Ruth Barnett: Nationalität: Staatenlos. Die Geschichte der Selbstfindung eines Kindertransportkindes. Herausgegeben von Sascha Feuchert, Markus Roth und Kristine Tromsdorf. Band 3. Studien und Dokumente zur Holocaust- und Lagerliteratur. Hrsg. für die Arbeitsstelle Holocaustliteratur und die Ernst-Ludwig-Chambré-Stiftung zu Lich von Sascha Feuchert, Klaus Konrad-Leder (verst.), Markus Roth und Kristine Tromsdorf. Berlin: Metropol 2016.
- Mendel Szajnfeld: Erzähl, was mit uns geschehen ist! Erinnerungen an den Holocaust. Aus dem Norwegischen übersetzt und mit einem Nachwort versehen von Elisabeth Turvold. Band 2. Studien und Dokumente zur Holocaust- und Lagerliteratur. Hrsg. für die Arbeitsstelle Holocaustliteratur und die Ernst-Ludwig-Chambré-Stiftung zu Lich von Sascha Feuchert, Klaus Konrad-Leder (verst.), Markus Roth und Kristine Tromsdorf. Metropol, Berlin 2016
- Józef Zelkowicz: In diesen albtraumhaften Tagen. Tagebuchaufzeichnungen aus dem Getto Lodz/Litzmannstadt, September 1942.  Hrsg. und kommentiert von Angela Genger, Andrea Löw und Sascha Feuchert. Aus dem Jiddischen übersetzt von Susan Hiep. Wallstein, Göttingen 2015.
- Michael Kraus: Tagebuch 1942-1945. Aufzeichnungen eines Fünfzehnjährigen aus dem Holocaust. Band 1. Studien und Dokumente zur Holocaust- und Lagerliteratur. Hrsg. für die Arbeitsstelle Holocaustliteratur und die Ernst-Ludwig-Chambré-Stiftung zu Lich von Sascha Feuchert, Markus Roth, Klaus Konrad-Leder (verst.) und Kristine Tromsdorf. Metropol, Berlin 2015
- Markus Roth: ′Ihr wisst, wollt es aber nicht wissen′. Verfolgung, Terror und Widerstand im Dritten Reich. München 2015
- Fundstücke 2. Entwurzelt im eigenen Land: Deutsche Sinti und Roma nach 1945. Hrsg. von Susanne Urban, Silvio Peritore, Frank Reuter, Sascha Feuchert und Markus Roth. Wallstein, Göttingen 2015
- Markus Roth, Annalena Schmidt: Judenmord in Ostrów Mazowiecka. Tat und Ahndung. Beck, Berlin 2013
- Fundstücke 1. Stimmen der Überlebenden des ′Zigeunerlagers′ Lockenbach. Hrsg. von Susanne Urban, Sascha Feuchert und Markus Roth. Wallstein, Göttingen  2014
- Konrad Heiden: Eine Nacht im November 1938. Ein zeitgenössischer Bericht. Hrsg. von Sascha Feuchert, Markus Roth, Christiane Weber. Wallstein, Göttingen 2013
- Andrea Löw, Markus Roth: Das Warschauer Getto. Leben und Widerstand im Angesicht der Vernichtung. Beck, München 2013
- Andrea Löw, Markus Roth: Juden in Krakau unter deutscher Besatzung 1939-1945. Wallstein, Göttingen 2011
- Friedrich Kellner: „Vernebelt, verdunkelt sind alle Hirne“. Tagebücher 1939–1945. Hrsg. Sascha Feuchert, Robert Martin Scott Kellner, Erwin Leibfried, Jörg Riecke und Markus Roth. Wallstein Verlag, Göttingen 2011
- Sascha Feuchert, Nikola Medenwald: Lektüreschlüssel: Anne Frank, Tagebuch. Reclams Universal-Bibliothek 15412, Stuttgart 2009
- Die Chronik des Gettos Lodz / Litzmannstadt (5 Bände)
 Schriftenreihe zur Lodzer Getto-Chronik (Hrsg. von der Arbeitsstelle Holocaustliteratur (Universität Gießen) und dem Staatsarchiv Lodz).
 Herausgegeben von Sascha Feuchert, Erwin Leibfried, Jörg Riecke. In Kooperation mit Julian Baranowski, Joanna Podolska, Krystyna Radziszewska, Jacek Walicki. Unter Mitarbeit von Imke Janssen-Mignon, Andrea Löw, Joanna Ratusinska, Elisabeth Turvold und Ewa Wiatr. Wallstein Verlag, Göttingen 2007
- Andrea Löw: Juden im Getto Litzmannstadt. Lebensbedingungen, Selbstwahrnehmung, Verhalten. Schriftenreihe zur Lodzer Getto-Chronik (Hrsg. von der Arbeitsstelle für Holocaustliteratur (Universität Gießen) und dem Staatsarchiv Lodz). Wallstein, Göttingen 2006
- Sascha Feuchert, Lars Hofmann: Lektüreschlüssel: Bernhard Schlink, Der Vorleser. Reclam-Verlag, Stuttgart 2005
- Sascha Feuchert: Oskar Rosenfeld und Oskar Singer. Zwei Autoren des Lodzer Gettos. Peter Lang, Frankfurt 2004
- Letzte Tage. Die Lodzer Getto-Chronik Juni/Juli 1944. Hrsg. v. Sascha Feuchert, Erwin Leibfried, Jörg Riecke sowie Julian Baranowski und Krytsyna Radziszewska. Wallstein Verlag, Göttingen 2004
- Sascha Feuchert: Ruth Klüger, "Weiter leben. Eine Jugend." Erläuterungen und Dokumente. Reclam-Verlag, Stuttgart 2004
- Oskar Singer: "Im Eilschritt durch den Getto-Tag". Reportagen und Essays aus dem Getto Lodz 1942–1944. Hrsg. Sascha Feuchert, Erwin Leibfried, Jörg Riecke sowie Julian Baranowski, Krystyna Radziszewska und Krzysztof Wozniak. Philo, Berlin 2002
- Oskar Singer: Herren der Welt. Zeitstück in drei Akten. Neu hrsg. und mit einem Vorwort versehen von Sascha Feuchert. Arbeitsstelle für Exilliteratur, Hamburg 2001
- Sascha Feuchert (Hrsg.): Holocaust-Literatur: Auschwitz. Reihe: Arbeitstexte für den Unterricht. Reclam-Verlag, Stuttgart 2000
- MEMENTO. Gemeinsame Schriftenreihe der Ernst-Ludwig Chambré-Stiftung zu Lich und der Arbeitsstelle Holocaustliteratur:
 – Band 1: Silke Berg: "Wenn sich Vergangenes zunehmend mit Nacht bedeckt …". Bilder vom Ghetto Lodz 1940–1944 / Bilder von Orten 1995 / Porträts von Juden in Lodz 1995. Bergauf, Frankfurt am Main 2000.
 – Band 2: Hilda Stern Cohen: "Genagelt ist meine Zunge." Lyrik und Prosa einer Holocaust-Überlebenden. Hrsg. von Erwin Leibfried, Sascha Feuchert und William Gilcher, in Zusammenarbeit mit Werner V. Cohen. Bergauf, Frankfurt am Main 2003.
 – Band 3: Gabriele Reber: "Lasst meine Bilder nicht sterben …". Amalie Seckbach. Bruchstücke einer Biographie. Hrsg. von Erwin Leibfried, Sascha Feuchert und Klaus Konrad-Leder. Bergauf, Frankfurt am Main 2006